# Joseph Viola
Pour les articles homonymes, voir Viola.
Joseph Viola, né le 7 décembre 1965 à Cornimont, est un cuisinier français. 

## Biographie

### Jeunesse
Joseph Viola naît le 7 décembre 1965 à Cornimont dans le département français des Vosges et passe son enfance à Saulxures-sur-Moselotte. Membre d'une famille d'origine italienne de Calabre de sept enfants, sa mère lui transmet la passion pour la cuisine. Il fait ses études au lycée hôtelier de Gérardmer.

### Carrière professionnelle
Il fait ses débuts en cuisine en parallèle avec ses études dans deux restaurants des villes des Hautes-Vosges de La Bresse où il passe deux ans et de Gérardmer.
Il est formé chez Michel Guérard au restaurant Les Prés d'Eugénie à Eugénie-les-Bains (Landes) où il travaille pendant 5 ans,, et chez Jean-Paul Lacombe au Léon de Lyon (Rhône) pendant 10 ans. 
En 2004, il obtient le diplôme de Meilleur Ouvrier de France,. À la suite de ce diplôme, il reprend en juillet 2004 le restaurant de Daniel Léron à Lyon, le Daniel et Denise,. C’est au sein de ce restaurant et inspiré par sa formation auprès de René Remy qu’il conçoit avec Florian Oriol un pâté-croûte avec lequel ce dernier remporte le titre de champion du monde en 2009.  
Il est aujourd’hui à la tête de trois bouchons lyonnais : 
- Daniel et Denise (rue de Créqui dans le 3e arrondissement) ouvert en 2004 (Bib Gourmand du Guide Michelin en 2004) ;
- Daniel et Denise Saint-Jean en 2012 (Bib Gourmand du Guide Michelin en 2013) ;
- Daniel et Denise Croix-Rousse en 2015 (Bib Gourmand du Guide Michelin en 2016).

Depuis le premier confinement en France en mars 2020, il s’est converti à la vente à emporter et chiffre à plus de 15 000 le nombre de repas vendus en un an de cette situation.

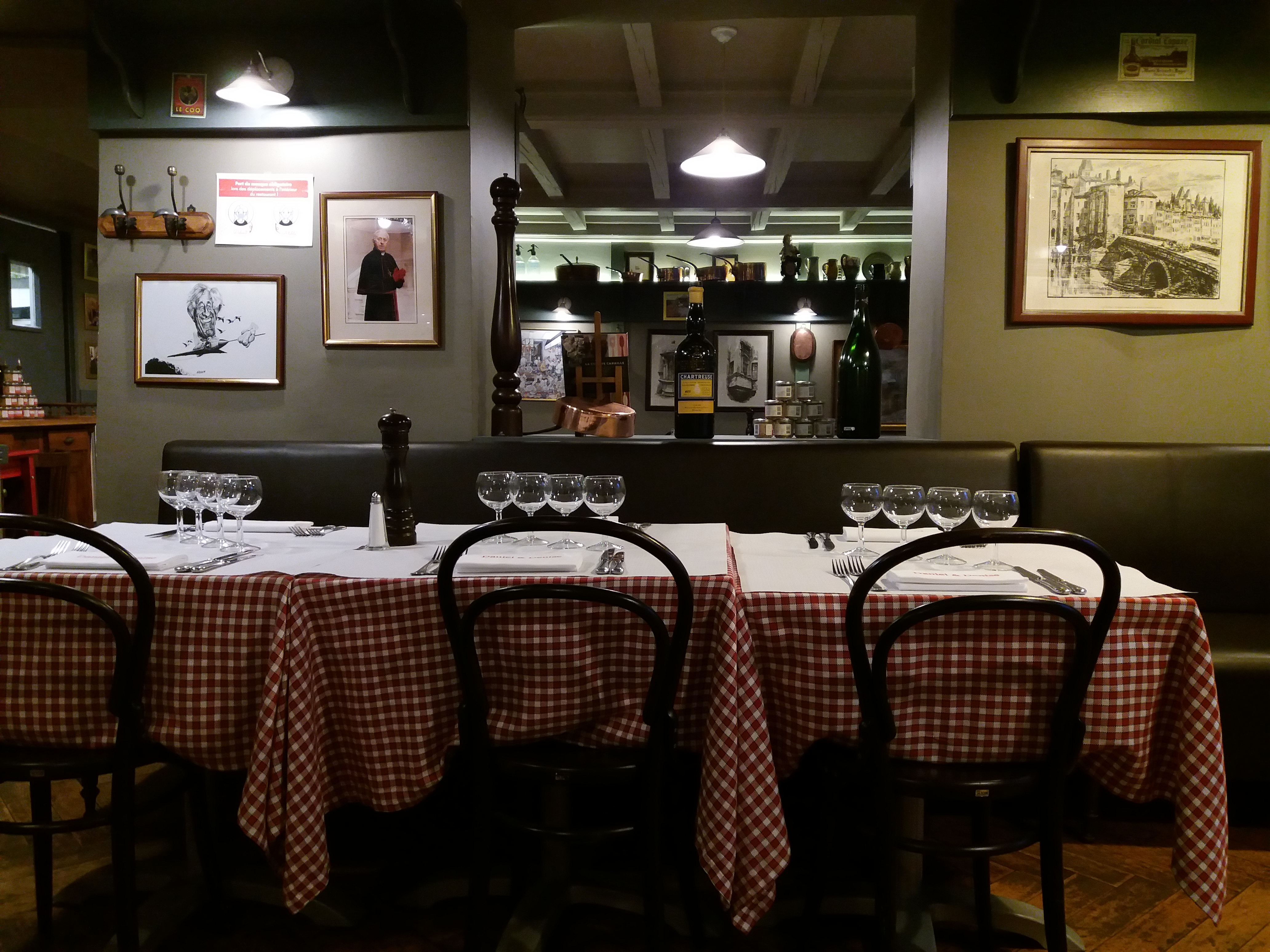
Vue intérieure Daniel et Denise Saint-Jean .
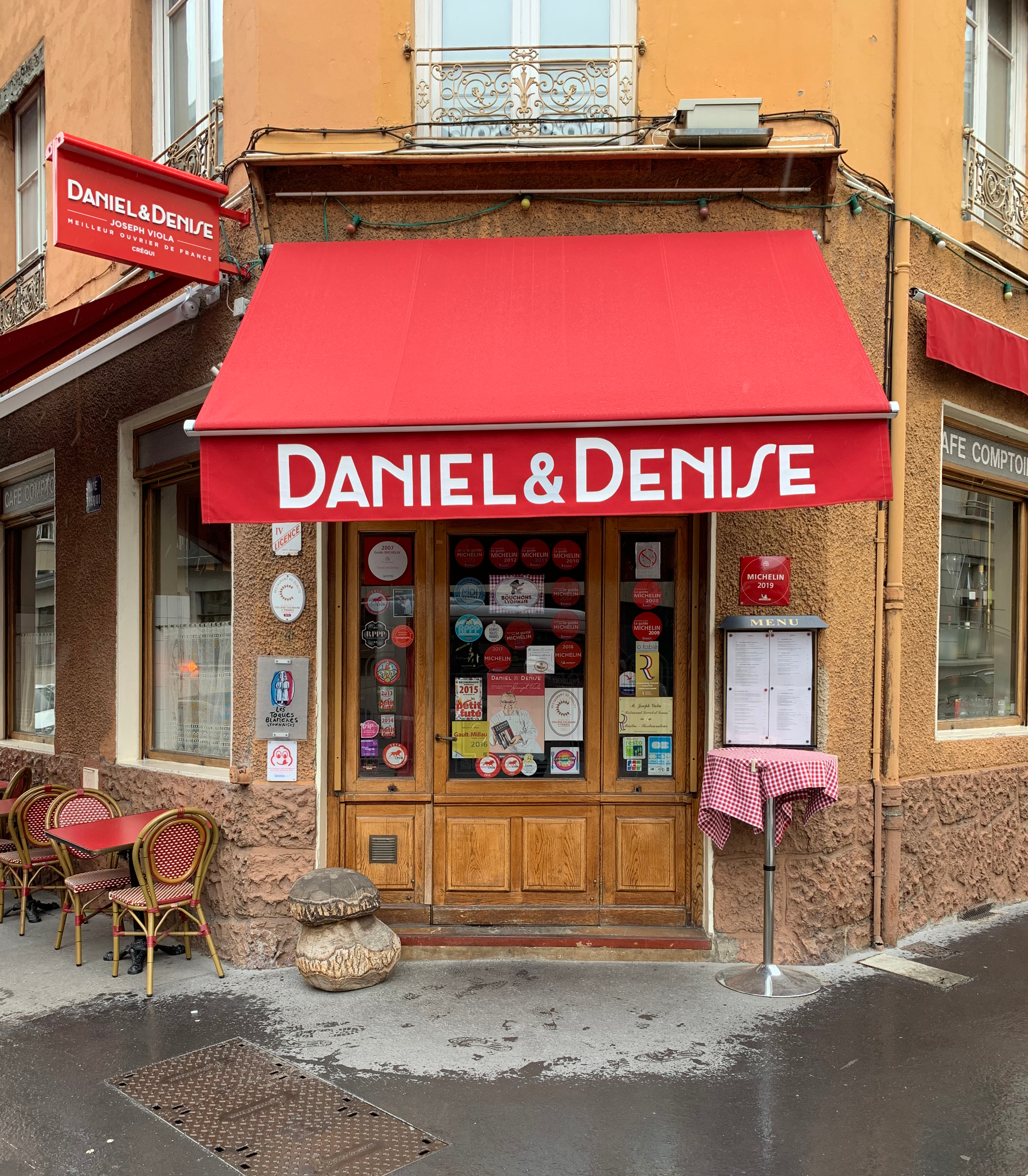
Daniel et Denise, rue de Créqui.
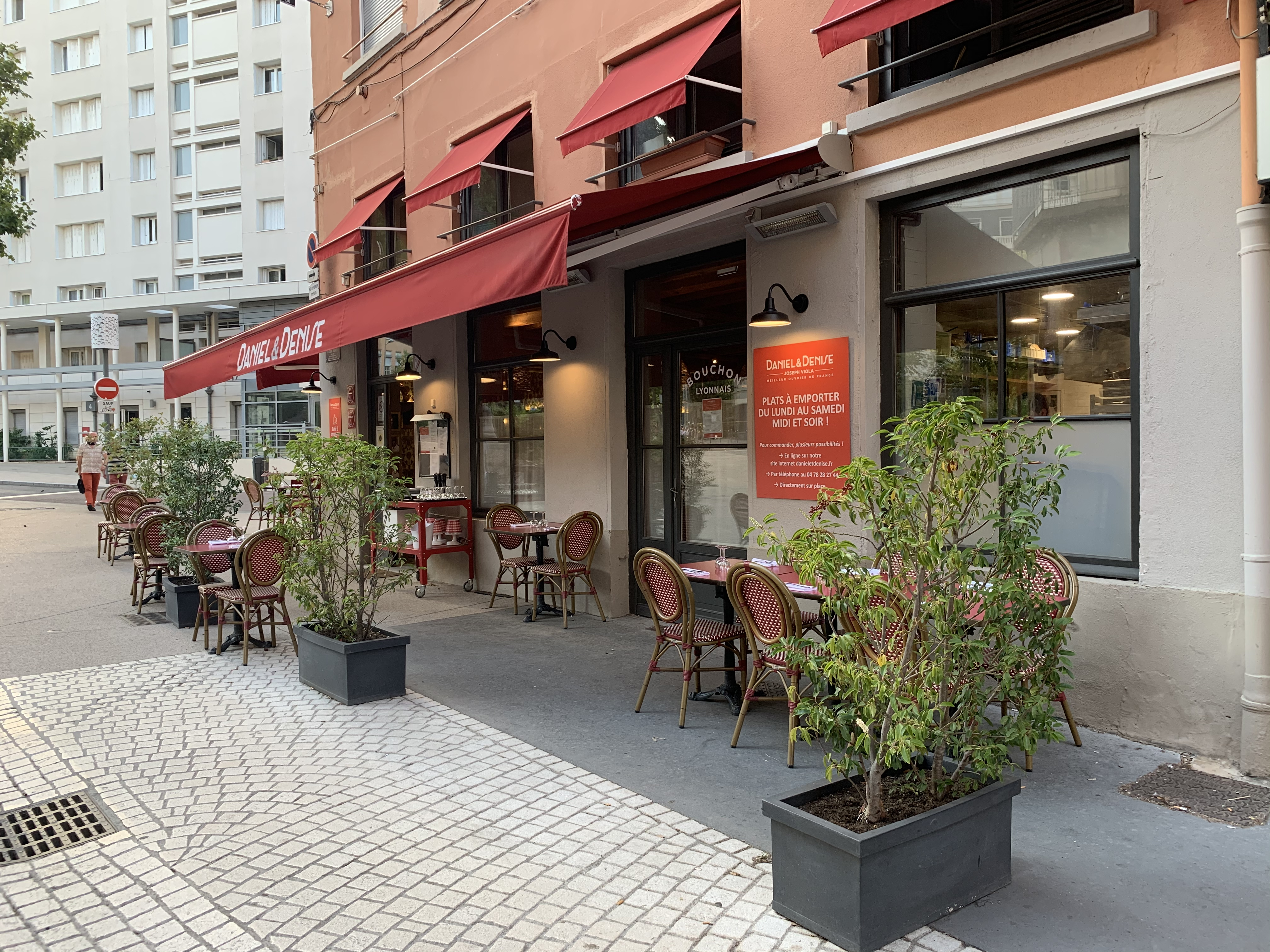
Daniel et Denise Croix-Rousse.